# TCSP Massy - Saint-Quentin-en-Yvelines
Pour un article plus général, voir Lignes d'autobus express en Île-de-France.
Le transport collectif en site propre Massy - Saint-Quentin est une ligne de bus à haut niveau de service (BHNS) organisée par Île-de-France Mobilités et mise en service progressivement depuis 2000. Elle est utilisée principalement par la ligne Express 91.06 du réseau de bus Paris-Saclay entre Massy et Saclay, ainsi que par les lignes 5154 et 9111 du réseau de bus Île-de-France Ouest entre Saclay et Saint-Quentin-en-Yvelines, sur certaines sections.
Cette ligne de bus en site propre est destinée à terme à faciliter les déplacements de banlieue à banlieue, en transports en commun dans les départements de l'Essonne et des Yvelines. Pour ce faire, elle reliera la gare RER B/C de Massy - Palaiseau à la gare de Saint-Quentin-en-Yvelines.
Ayant notamment pour vocation de desservir le plateau de Saclay et l'université Paris-Saclay, la ligne propose une fréquence de passage d'un bus toutes les quatre minutes aux heures de pointe.

## Présentation

### Dates clés
- 2000[3] : Mise en service entre Gare de Saint-Quentin-en-Yvelines et Magny-les-Hameaux ;
- avril 2009[4] : Mise en service entre Gare de Massy-Palaiseau et École Polytechnique ;
- octobre 2016[1] : Mise en service du tronçon École Polytechnique - Christ-de-Saclay.

### La desserte actuelle
Aujourd'hui[Quand ?], l'itinéraire du TCSP est principalement parcouru par les bus des lignes 91.05 et 91.06 du réseau de bus Paris-Saclay et des lignes 5154 et 9111 du réseau de bus Île-de-France Ouest, ainsi que la ligne 9 du réseau de bus Paris-Saclay et les lignes 199 et N63 du réseau RATP.
Les missions sont les suivantes :
- La ligne 91.05 relie la gare d'Évry-Centre à Palaiseau - Polytechnique Vauve via la gare du Guichet, les Ulis, Linas et Sainte-Geneviève des Bois ;
- La ligne 91.06 est un Bus à Haut Niveau de Service qui relie les gares de Massy Palaiseau et Massy TGV au Christ de Saclay via le plateau de Saclay et le quartier du Moulon et bénéficie depuis 2009 d’une voie réservée entre Massy-Palaiseau et École Polytechnique, ainsi que depuis 2016, une voie réservée entre École Polytechnique et le Christ de Saclay ;
- La ligne 5154 relie l'aéroport d'Orly à la gare de Saint-Quentin-en-Yvelines RER en reprenant intégralement l'itinéraire du 91.06 entre les stations Gare de Massy-Palaiseau et Christ de Saclay ;
- La ligne 9111 relie les gares de Massy Palaiseau et de Massy TGV à la gare de Saint-Quentin-en-Yvelines en prenant un itinéraire plus direct que la ligne 91.10 entre Palaiseau et Saclay, en ne desservant pas le campus de Paris-Saclay ;
- La ligne 9 relie la gare de Jouy en Josas ou le Campus d'HEC selon les services au centre commercial Les Ulis 2 via la gare RER du Guichet ;
- La ligne 199 relie l'hôpital du Plateau de Saclay à Longjumeau via la gare de Massy-Palaiseau et Champlan en empruntant un itinéraire direct entre Camille Claudel et l'hôpital ;
- La ligne N63 relie Polytechnique Vauve à la gare Montparnasse de nuit via la gare de Massy Palaiseau.

Les fréquences et amplitudes des bus empruntant le TCSP sont les suivantes :
- 91.06 : circule tous les jours de 5 h 30 à 0 h 30, à raison d'un bus toutes les 3 à 4 minutes aux heures de pointe (de 7 h à 10 h et de 16 h à 19 h du lundi au vendredi où un bus sur deux est alors limité à Massy RER - Joliot Curie), 15 minutes aux heures creuses du lundi au vendredi, 20 minutes le samedi toute la journée et le dimanche de 16 h à 21 h, 30 minutes de 21 h à 0 h tous les jours et 60 minutes le dimanche de 6 h à 16 h[6] ;
- 5154 : circule tous les jours de 5h30 à 0h avec une fréquence de 30 minutes aux heures de pointe du lundi au vendredi, 60 minutes aux heures creuses du lundi au vendredi et toute la journée les samedis et dimanches[7] ;
- 9111 : circule de 5h30 à 22h45 du lundi au vendredi avec une fréquence de 15 à 20 minutes aux heures de pointe et de 60 minutes aux heures creuses, circule de 7h à 20h30 le samedi avec une fréquence de 60 minutes toute la journée[8];
- 9 : circule de 6h à 23h30 du lundi au vendredi avec une fréquence de 5 minutes aux heures de pointe et de 15 minutes aux heures creuses, circule de 7h à 22h15 le samedi avec un bus toutes les 15 minutes et de 8h à 20h30 le dimanche avec un bus toutes les 60 minutes[9][réf. à confirmer];
- N63 : circule tous les jours de 0h30 à 6h00 avec un bus toutes les 30 minutes les nuits de dimanche à lundi, lundi à mardi, mardi à mercredi, mercredi à jeudi et jeudi à vendredi et un bus toutes les 20 minutes les nuits de vendredi à samedi et de samedi à dimanche[10].

Sur sa partie la plus chargée, entre Joliot Curie et Université Paris Saclay, le TCSP est ainsi desservi en heure de pointe par plus 30 bus par heure et par sens (16 bus de la 91.06, 12 bus de la 9, 2 bus de la 91.10). On note cependant que seule la section Massy Palaiseau - Ecole Polytechnique est desservie 24h/24 chaque jour de la semaine.

### Histoire
Dès sa création, la ligne 91.06 connait une affluence importante. Quant à la ligne 91.10, elle permet une connexion directe depuis le plateau de Saclay à l'aéroport de Paris-Orly.
Afin d'y répondre, depuis le 30 mai 2011, Île-de-France Mobilités (ex-STIF) a investi dans l’achat de véhicules neufs et procédé à un important réaménagement de la grille horaire. En effet, le STIF a financé la livraison de neuf nouveaux bus articulés de grande capacité (37 places assises et 110 places debout), venant en remplacement des autocars actuels dont la capacité est de 55 places, afin d'améliorer dès à présent les conditions de voyages des utilisateurs de la ligne Express 91.06, et d’anticiper une demande en progression constante. En complément de ces nouveaux bus, de nouveaux horaires et fréquences ont été instaurés afin d'améliorer la lisibilité du parcours ainsi que l’articulation des circuits dits « itinéraires nord et sud ». Dans le même temps, la fréquence de la ligne 91.10 qui dessert l’aéroport d’Orly a également été améliorée afin de mieux répondre à la demande des voyageurs, notamment le week-end. Intégralement financées par le STIF, ces évolutions s'inscrivent dans sa politique de développement d’offre à l’échelle régionale, notamment sur des lignes dites « structurantes » entre les grands pôles d’habitations et les pôles économiques locaux.
Depuis le 31 mai 2011, l'exploitation des lignes Express 91.06 et 91-10 est commune.
À compter du 28 août 2017, la ligne 91.06C est renforcée afin d'améliorer la desserte de l'école CentraleSupélec et du quartier universitaire du Moulon. Ainsi, la fréquence est désormais d'un bus toutes les quatre minutes aux heures de pointe en semaine et d'un bus tous les quarts d'heure aux heures creuse ; un service est créé le week-end. L'amplitude horaire est élargie de 6 h à minuit. Par ailleurs, la ligne 91.06D est supprimée à cette occasion.
Le 27 août 2018, les lignes 91.06 et 91.10 subissent une refonte. La ligne 91.06 abandonne les variantes A et B, et seul le trajet entre la gare de Massy - Palaiseau et le Christ-de-Saclay par le plateau du Moulon (anciennement 91.06C) est conservé sous cet indice.
La ligne 91.06B est reprise par la section entre la gare de Massy - Palaiseau et la gare de Saint-Quentin-en-Yvelines de la ligne 91.10, qui passe désormais systématiquement par le plateau précité. De plus, son amplitude horaire est étendue jusqu'à 23 h (derniers départs des terminus).
Pour la ligne 91.06A (Gare de Massy - Palaiseau à Gare de Saint-Quentin-en-Yvelines par La Martinière), une nouvelle ligne qui reprend le même itinéraire est créée avec l'indice 91.11. Elle circule du lundi au vendredi de 5 h 30 à 22 h et le samedi de 7 h à 20 h.

### Le projet
Cette liaison est inscrite au Schéma Directeur de la Région Ile-de-France (SDRIF) d’avril 1994, et vise à relier la Ville Nouvelle de Saint-Quentin-en-Yvelines à Orly, en passant par Massy, la ville de Palaiseau et le Plateau de Saclay.
Elle constitue pour le territoire un enjeu considérable, qui permettra à travers une liaison rapide en site propre entre Massy et Saint-Quentin-en-Yvelines, d'améliorer l’accessibilité, la qualité de service et la rapidité de la ligne, un accès rapide aux RER B et C à Massy, au RER C à Saint-Quentin-en-Yvelines et aux infrastructures de transport régionales et internationales (Ligne 12 du tramway d'Île-de-France, lignes Transilien, TGV à Massy, Aéroport d’Orly). Cette liaison participera à l’amélioration du cadre de vie des riverains, grâce à une insertion urbaine soignée intégrant les modes de déplacement doux (piétons, cyclistes). Elle proposera une réponse aux perspectives de développement du Plateau de Saclay, en tenant compte de la demande actuelle et des projets d’aménagement visant à créer un cluster scientifique et technologique de rang mondial, avec notamment l’implantation de nombreux établissements scientifiques.

## Les sections

### Massy - École Polytechnique

#### Historique
- mars 2007 : début des travaux ;
- avril 2009 : mise en service du site propre[4].

#### Présentation
Le site propre pour transports en commun (SPTC) de la gare de Massy - Palaiseau (RER B) à Palaiseau - École Polytechnique s’intègre dans le projet global du TCSP Massy - Saint-Quentin-en-Yvelines. À la suite de sa réalisation, le temps de parcours entre la gare de Massy et l’école, à l'arrêt Polytechnique Lozère, est passé de 16 à 9 minutes. La fréquence des bus est de 4 à 6 minutes aux heures de pointe et de 15 à 20 minutes aux heures creuses.

#### Tracé et stations
Longue de 6,250 kilomètres, cette section comporte huit stations, toutes accessibles aux personnes à mobilité réduite dont quatre nouvelles créées : Massy Gare-Est, Palaiseau-Ville, La Vallée et de Camille Claudel.
|  |   |  | Stations                                                   | Lignes Express                                            | Zone | Communes  | Correspondances                                            |
|  | - |  | ---------------------------------------------------------- | --------------------------------------------------------- | ---- | --------- | ---------------------------------------------------------- |
|  | • |  | Gare de Massy - Palaiseau                                  | Paris-Saclay 91.06 Île-de-France Ouest 5154 9111 RATP 199 | 4    | Massy     | Paris Saclay 2 14 15 22 23 60 DM11A DM11C DM11E DM11G DM12 |
|  | • |  | Palaiseau Ville                                            | Paris-Saclay 91.06 Île-de-France Ouest 5154 9111 RATP 199 | 4    | Palaiseau |                                                            |
|  | • |  | La Vallée                                                  | Paris-Saclay 91.06 Île-de-France Ouest 5154 9111 RATP 199 | 4    | Palaiseau |                                                            |
|  | • |  | Camille Claudel                                            | Paris-Saclay 91.06 Île-de-France Ouest 5154 9111 RATP 199 | 4    | Palaiseau | Paris-Saclay 1 14                                          |
|  | • |  | ENSTA - Les Joncherettes                                   | Paris-Saclay 91.06 Île-de-France Ouest 5154               | 4    | Palaiseau | Paris-Saclay 14                                            |
|  | • |  | Polytechnique Lozère                                       | Paris-Saclay 91.06 Île-de-France Ouest 5154               | 4    | Palaiseau | (à distance) Paris-Saclay 14                               |
|  | • |  | Polytechnique Laboratoire / Ferme de la Vauve (temporaire) | Paris-Saclay 91.06 Île-de-France Ouest 5154               | 4    | Palaiseau | Paris-Saclay 14                                            |
|  | • |  | Fresnel / Place Marguerite Perey (temporaire)              | Paris-Saclay 91.05 91.06 91.08 Île-de-France Ouest 5154   | 4    | Palaiseau | Paris-Saclay 14                                            |

#### Trafic
Cette section est fréquentée par 4 150 voyageurs par jour contre 1600 en 2005, soit 851 000 voyageurs par an. Depuis la mise en service du site propre sur ce tronçon, la fréquentation de la ligne a augmenté de plus de 80 % (entre 2006 et 2010).

#### Coût du projet
Sous maîtrise d’ouvrage du Conseil général de l'Essonne, l'opération d'aménagement aura coûté 30 millions d’euros sans le matériel roulant, financés par l’État, la Région et le Département de l’Essonne.

### École Polytechnique - Christ de Saclay

#### Dates clefs
- 2009 : études approfondies[15]
- 17 février 2010 : approbation du dossier d'objectifs et de caractéristiques principales (DOCP)
- mai - juin 2010 : concertation préalable
- 8 décembre 2010 : approbation du bilan de la concertation[16]
- 6 juillet 2011 : approbation du schéma de principe et dossier d’enquête publique par le conseil d'administration du STIF[17]
- Janvier 2012 : démarrage des études de maîtrise d’œuvre (groupement EGIS France et Atelier Villes & Paysages)
- Janvier 2012 - Juillet 2012 : études d'avant-projet
- Février 2012 : enquête publique en vue de la déclaration d'utilité publique
- 3 août 2012 : déclaration d'utilité publique par le préfet de l'Essonne
- 10 octobre 2012 : approbation de l’avant-projet par le conseil d'administration du STIF
- Août 2012 - Juillet 2013 : études du projet
- Février 2013 : enquête parcellaire
- Avril 2013 : premier appel d'offres de travaux (dégagement des emprises et reconstitutions riveraines)
- Juin 2013 : enquête Publique au titre de la loi sur l'eau
- Juin 2013 : appel d'offres de travaux pour la réalisation de l'ouvrage d'art de franchissement de la RN 118
- Automne 2013 : début des travaux de dégagement des emprises et reconstitutions riveraines et de déviation de réseaux
- Printemps 2014 : début des travaux de l'ouvrage d'art de franchissement de la RN 118, et des travaux TACES (Terrassements-Assainissement-Chaussées-Équipements-Signalisation)
- Fin 2015 : fin des travaux
- Dernier trimestre 2015 : mise en service[16].
- 4 avril 2016 : Ouverture partielle du TCSP entre les arrêts Fresnel et Orme des Merisiers, soit sept stations sur onze[18].
- 11 octobre 2016 : Inauguration de la ligne Express 91.06 et ouverture du TCSP entre les arrêts Orme des Merisiers et Christ de Saclay[1].

#### Présentation

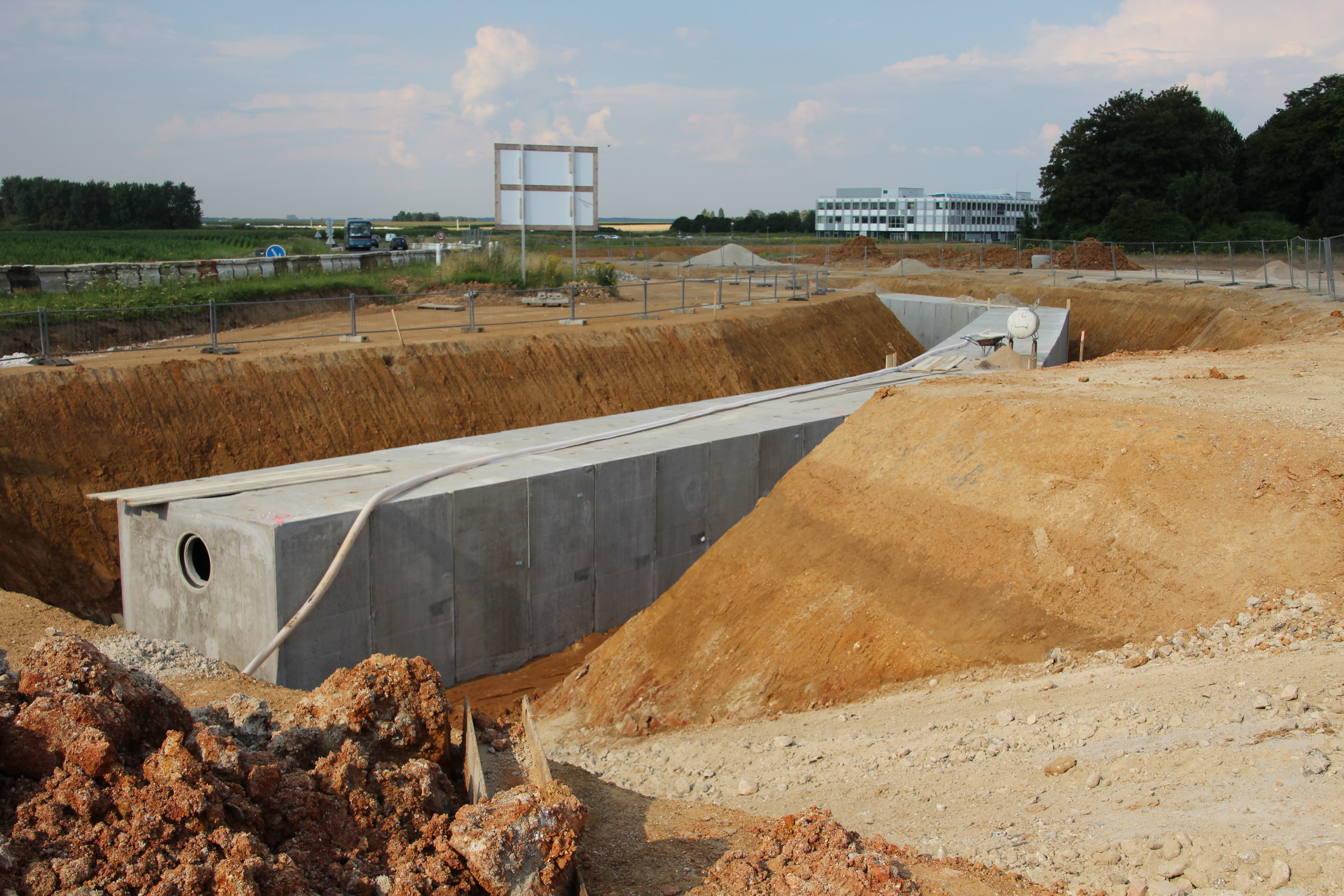
Chantier au domaine du Moulon en juillet 2014

La section de site propre École Polytechnique - Christ-de-Saclay est longue de 7 kilomètres. La desserte est assurée par des bus articulés de la ligne Express 91.06 avec une fréquence de quatre minutes aux heures de pointe.
Sa réalisation complète et optimise l’offre de transport globale du campus urbain de Paris-Saclay et renforce le maillage avec les lignes existantes. Elle induit d’importants gains de régularité et de ponctualité pour les bus, en évitant les points noirs du secteur (Le Christ-de-Saclay, échangeur de Corbeville, etc.). Elle permet également d'assurer la continuité des circulations douces, en tenant compte des autres itinéraires piétons et cyclables actuels ou projetés. Elle s'accompagne de la réalisation de pistes cyclables et de cheminements piétons en continu le long du projet et raccordés aux cheminements existants.
Cette section est utilisée par les lignes « Express 91 », qui verront leur temps de parcours davantage réduit, mais aussi par d’autres lignes de transport : la ligne 9 du réseau Paris-Saclay Mobilités, entre Corbeville et le Christ de Saclay, et la ligne 10 du réseau Paris-Saclay Mobilités, sera restructurée pour emprunter le TCSP entre Saint-Aubin et le Christ de Saclay.
En offrant une véritable alternative à l’automobile, le TCSP s’inscrit dans une démarche de développement durable.

#### Tracé et stations
La réalisation de la section École Polytechnique - Christ-de-Saclay permettra la desserte de cinq communes de l’Essonne : Saclay, Saint-Aubin, Gif-sur-Yvette, Orsay et de Palaiseau, à travers onze stations.
Son tracé a ses extrémités et ses impératifs d’insertion fixés, afin de s'assurer de la compatibilité du projet avec l’urbanisation future et de desservir les grands pôles du plateau, via une liaison complémentaire des lignes d’intérêt local. Certaines questions restaient à trancher, notamment sur la traversée du secteur du Moulon, une variante de tracé étant proposée au nord. La section permettrait sur le tracé de base, dans le secteur du Moulon, la desserte de l'urbanisation future et celle des établissements existants (IUT, Supélec, etc.). La variante permettrait d'accompagner les développements futurs du projet de cluster.
La question du franchissement de la RN 118, par un nouveau pont ou par le pont existant, longtemps en question, a été tranchée en faveur d'un nouveau pont (appel d'offres en cours en juillet 2013). La construction de l'ouvrage d'art s'est achevée avant la fin de l'année 2014.
|  |   |  | Stations                                      | Lignes Express                                                   | Zone | Communes       | Correspondances      |
|  | - |  | --------------------------------------------- | ---------------------------------------------------------------- | ---- | -------------- | -------------------- |
|  | • |  | Fresnel / Place Marguerite Perey (temporaire) | Paris-Saclay 91.05 91.06 91.08 Île-de-France Ouest 5154          | 4    | Palaiseau      | Paris-Saclay 14      |
|  | • |  | Palaiseau Campus                              | Paris-Saclay 91.05 91.06 91.08 Île-de-France Ouest 5154          | 4    | Palaiseau      |                      |
|  | • |  | Hôpital Paris-Saclay                          | Paris-Saclay 91.05 91.06 91.08 Île-de-France Ouest 5154 RATP 199 | 5    | Palaiseau      |                      |
|  | • |  | Université Paris-Saclay                       | Paris-Saclay 91.05 91.06 91.08 Île-de-France Ouest 5154          | 5    | Orsay          | Paris-Saclay 7 9     |
|  | • |  | Moulon                                        | Paris-Saclay 91.06 Île-de-France Ouest 5154                      | 5    | Gif-sur-Yvette |                      |
|  | • |  | Joliot Curie                                  | Paris-Saclay 91.06 Île-de-France Ouest 5154                      | 5    | Gif-sur-Yvette | Paris-Saclay 9       |
|  | • |  | Orme des Merisiers                            | Paris-Saclay 91.06 Île-de-France Ouest 5154                      | 5    | Saint-Aubin    | Paris-Saclay 9       |
|  | • |  | Saint-Aubin                                   | Paris-Saclay 91.06 Île-de-France Ouest 5154                      | 5    | Saint-Aubin    | Paris-Saclay 9 10    |
|  | • |  | Mare du Vivier                                | Paris-Saclay 91.06 Île-de-France Ouest 5154                      | 5    | Saint-Aubin    | Paris-Saclay 9 10    |
|  | • |  | Raoult Dautry                                 | Paris-Saclay 91.06 Île-de-France Ouest 5154                      | 4    | Saclay         | Paris-Saclay 9 10    |
|  | • |  | Christ de Saclay                              | Paris-Saclay 91.06 Île-de-France Ouest 5154 9111                 | 4    | Saclay         | Paris-Saclay 9 10 16 |

#### Coût du projet
Le coût de réalisation de l’infrastructure du projet est estimé à 54,5 millions d’euros (aux conditions économiques de 2008). Le matériel roulant est estimé à environ 12 millions d’euros.

### Christ-de-Saclay - Magny-les-Hameaux

#### Présentation
Cette section sera réalisée à la suite de celle reliant École Polytechnique à Christ de Saclay, en deux étapes : d'abord, de Christ de Saclay à Châteaufort, puis jusqu'à Magny-les-Hameaux, permettant la finalisation de la réalisation du site propre du TCSP Massy - Saint-Quentin. Cette section n'est majoritairement pas en site propre, et emprunte la D36 de CEA Porte Nord jusqu'à Mérantais. Dans la direction de Mérantais, la desserte des arrêts Rond-Point de Villiers, Rond-Point de Châteaufort et Geneviève Aubé situés d'un seul côté impose de réaliser un tour de rond-point.

#### Tracé et stations
|  |   |  | Stations               | Lignes Express                                   | Zone | Communes                | Correspondances                     |
|  | - |  | ---------------------- | ------------------------------------------------ | ---- | ----------------------- | ----------------------------------- |
|  | • |  | Christ de Saclay       | Paris-Saclay 91.06 Île-de-France Ouest 5154 9111 | 4    | Saclay                  | Paris-Saclay 9 10 16                |
|  | • |  | CEA Porte Nord         | Île-de-France Ouest 5154 9111                    | 4    | Saclay                  |                                     |
|  | • |  | Rond-Point de Villiers | Île-de-France Ouest 5154 9111                    | 5    | Villiers-le-Bâcle       | Paris-Saclay 10                     |
|  | • |  | Le Thuit               | Île-de-France Ouest 5154 9111                    | 5    | Villiers-le-Bâcle       | Paris-Saclay 10                     |
|  | • |  | Rond-Point             | Île-de-France Ouest 5154 9111                    | 5    | Châteaufort-en-Yvelines |                                     |
|  | • |  | Geneviève Aubé         | Île-de-France Ouest 5154 9111                    | 5    | Magny-les-Hameaux       |                                     |
|  | • |  | Mérantais              | Île-de-France Ouest 5154 9111                    | 5    | Magny-les-Hameaux       | Saint-Quentin-en-Yvelines 5142 5143 |

#### Avenir
Cette section est pressentie pour constituer une future ligne T Zen.

### Magny-les-Hameaux - Saint-Quentin-en-Yvelines

#### Historique
En 1997, l'enquête publique pour le démarrage des travaux sur la section de la gare de Saint-Quentin-en-Yvelines à la zone d'activités des Mérantais à Magny-les-Hameaux débute. La section de site propre entre Saint-Quentin-en-Yvelines et Magny-les-Hameaux est mise en service en mars 2001.

#### Présentation
La section de site propre Magny-les-Hameaux - Saint-Quentin-en-Yvelines est longue de 3,5 kilomètres. La desserte est assurée par des autocars des lignes 5154 et 9111 avec une fréquence de respectivement 30 et 15 minutes aux heures de pointe.
Cette section est utilisée par les lignes 91.10 et 91.11, qui a vu son temps de parcours davantage réduit, mais aussi par d’autres lignes de transport : la ligne 9 du réseau Paris-Saclay Mobilités, entre Corbeville et le Christ de Saclay, et la ligne 10 du réseau Paris-Saclay Mobilités, sera restructurée pour emprunter le TCSP entre Saint-Aubin et le Christ de Saclay.
En offrant une véritable alternative à l’automobile, le TCSP s’inscrit dans une démarche de développement durable.

#### Tracé et stations
|  |   |  | Stations                                       | Lignes Express                | Zone | Communes               | Correspondances                                              |
|  | - |  | ---------------------------------------------- | ----------------------------- | ---- | ---------------------- | ------------------------------------------------------------ |
|  | • |  | Mérantais                                      | Île-de-France Ouest 5154 9111 | 5    | Magny-les-Hameaux      | Saint-Quentin-en-Yvelines 5142 5143                          |
|  | • |  | Golf National                                  | Île-de-France Ouest 5154 9111 | 5    | Magny-les-Hameaux      | Saint-Quentin-en-Yvelines 5121 5152                          |
|  | • |  | Technocentre Gare Routière - Saint Quentin Est | Île-de-France Ouest 9111      | 5    | Guyancourt             |                                                              |
|  | • |  | Le Corbusier                                   | Île-de-France Ouest 5154 9111 | 5    | Guyancourt             | Saint-Quentin-en-Yvelines 5121 5152                          |
|  | • |  | Jean Monnet                                    | Île-de-France Ouest 5154 9111 | 5    | Guyancourt             | Saint-Quentin-en-Yvelines 5121 5145 5150 5152                |
|  | • |  | D'Alembert                                     | Île-de-France Ouest 5154 9111 | 5    | Guyancourt             | Saint-Quentin-en-Yvelines 5121 5142 5145 5150 5152           |
|  | • |  | Émilie de Breteuil                             | Île-de-France Ouest 5154 9111 | 5    | Montigny-le-Bretonneux | Saint-Quentin-en-Yvelines 5103 5104 5142 5143 5145 5150 5152 |
|  | • |  | Saint-Quentin Gare - Avenue des Prés           | Île-de-France Ouest 5154 9111 | 5    | Montigny-le-Bretonneux | Saint-Quentin-en-Yvelines 5103 5133 5142 5150 5151 5152      |

#### Avenir
Cette section est pressentie pour constituer une future ligne T Zen.

## Tarification et financement

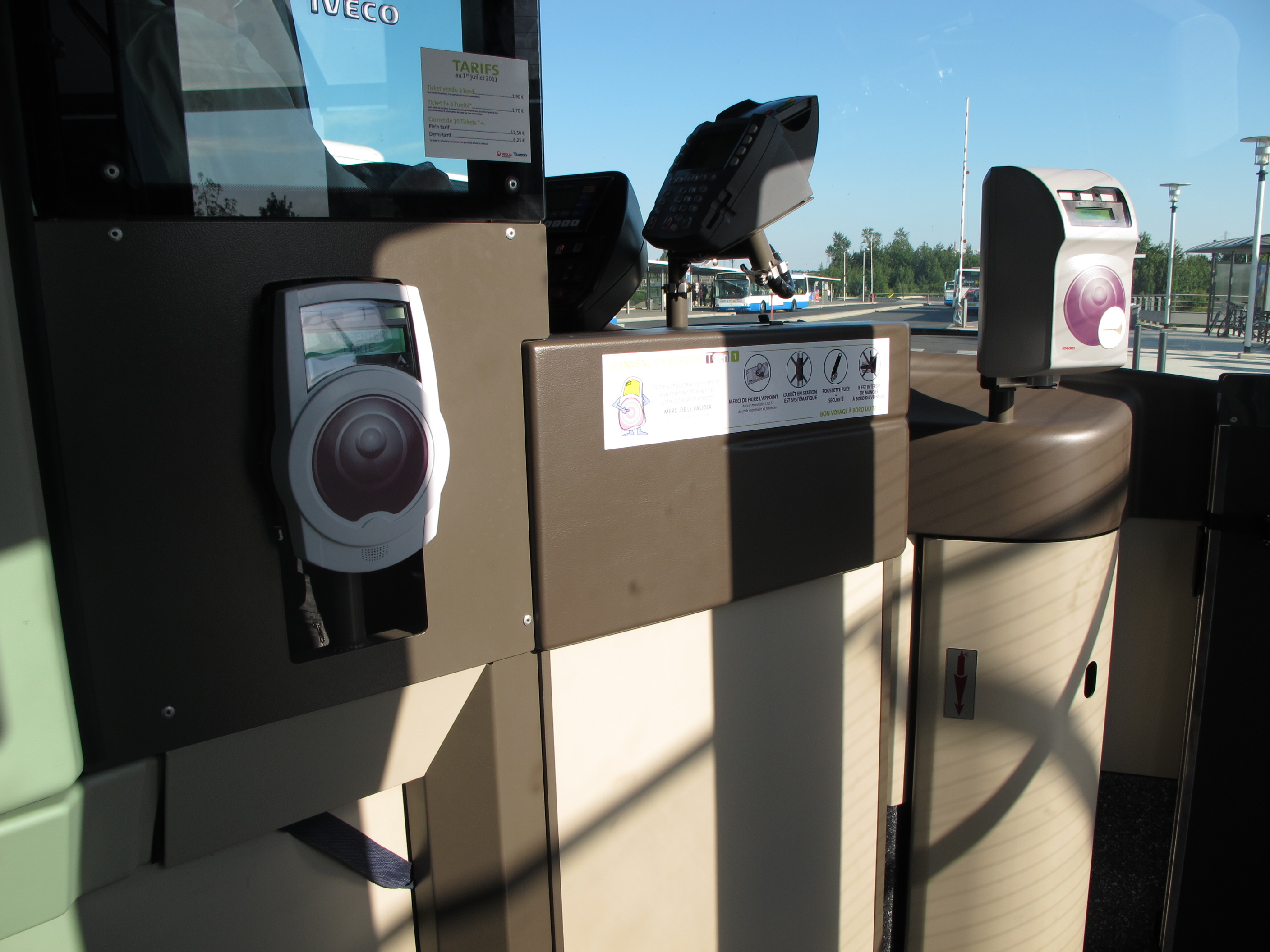
Validateurs pour passes Navigo (à gauche) et pour tickets carton (à droite) présents dans les bus et tramway.

La tarification de la ligne sera identique à celle de l'essentiel des lignes de bus et à celle des lignes de tramway et accessible avec les mêmes abonnements. Un ticket t+ permet un trajet simple quelle que soit la distance avec une ou plusieurs correspondances possibles avec les lignes de bus et de tramway pendant une durée maximale de 1 h 30 entre la première et dernière validation, mais pas avec le métro ni le RER.
Le financement du fonctionnement de la ligne (entretien, matériel et charges de personnel), est assuré par les exploitants des lignes empruntant le TCSP. Cependant, les tarifs des billets et abonnements dont le montant est limité par décision politique ne couvrent pas les frais réels de transport. Le manque à gagner est compensé par l'autorité organisatrice, Île-de-France Mobilités, présidée depuis 2005 par le président du conseil régional d'Île-de-France et composé d'élus locaux. Elle définit les conditions générales d'exploitation ainsi que la durée et la fréquence des services. L'équilibre financier du fonctionnement est assuré par une dotation globale annuelle aux transporteurs de la région grâce au versement transport payé par les entreprises et aux contributions des collectivités publiques.